# 小车牛肉
小车牛肉（或称垛子牛肉），是一种常见于河南省的小吃，相传起源于明代。秋冬季商贩将大块的卤牛肉，牛筋和卤汤整锅扣在手推车上。切薄片出售，口感筋道，旧时商贩出摊时间不定，能吃上相当不易。